# 天満大自在天神

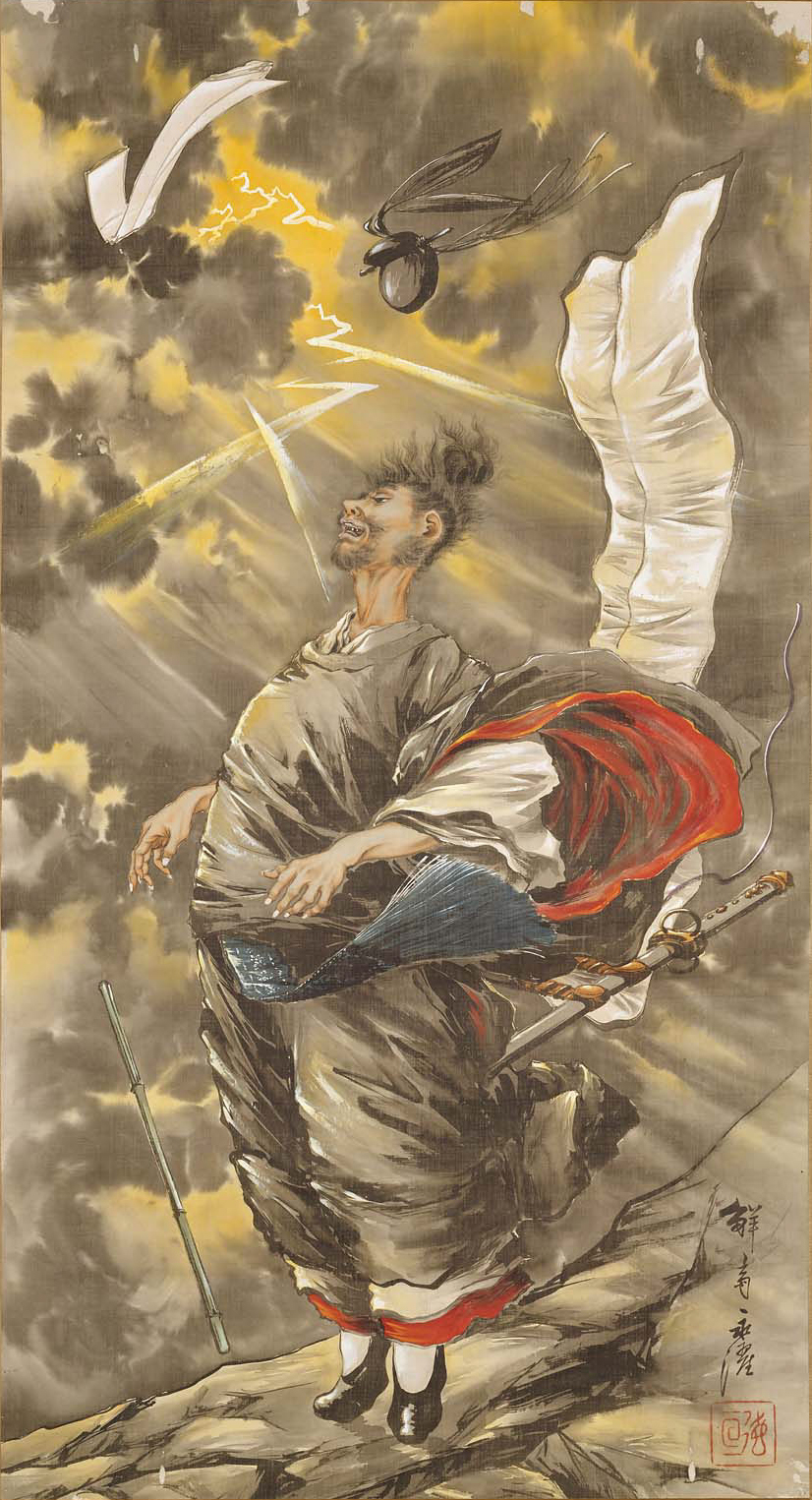
道真天拝山祈禱の図（小林永濯・画、明治時代）

天満大自在天神（てんまんだいじざいてんじん）は、没後の菅原道真を神格化した呼称、あるいは神格化された道真を祀る神社。天神信仰、天満宮の主神。祟り神で神仏習合した神。主に学問の神、雷神、仏法神、萬法神、天魔神として信仰されている。

## 利益と信仰
主に学業・豊穣の神として祀られるが、多種多様な面で信仰される。
一方で、歴史的な怨霊である故に、災いを招く神として畏怖もされた。

## 神号
『北野天神縁起絵巻』によると、道真が晩年に天拝山で無実を訴える祭文を読上げると、帝釈天をすぎ梵天まで上ってゆき、天満大自在天神と尊号が書かれた祭文が下りてきたという。
また、『菅家御伝記』によれば、安楽寺創建時（905年頃）に、創建者の味酒安行は、神となった道真より託宣をうけ、道真を天満大自在天神と号した。
その後、清涼殿落雷事件が起り、京の人々に、北野の地に元来祀られていた火雷神（天神地祇）と、道真の怨霊が結び付けて考えられた為、火雷天神と呼称された。
『日蔵夢記（道賢上人冥途記）』では、怨霊神となった道真が、「火雷天神とは、わが眷属の鬼神のことだ。自分は、三十三天に日本太政威徳天とよばれている」と。また、宿世の功徳ゆえ、愛別離苦（妻子との別れ）の悲しみゆえ、太政天となったと語る。ちなみに、太政天と蔵王菩薩は真言で会話しており日蔵には内容が判らなかった。
987年には、一条天皇より勅祭が行われ、北野の社に「北野天満天神」の社号が贈られた。
康和2年（1100年）8月に、大江匡房によって書かれた『参安楽寺詩』には、大聖威徳天という神号がでてくる。また、花祭り（神楽）の演目『浄土入り』によれば、神子と呼ばれる信者達が、三途の川の先にある白山と呼ばれる洞窟へ入って行くと、中に大聖威徳天と書かれた曼陀羅絵が掛けられていたという。
江戸時代に、寺子屋で流布した『天神経』では、実道権現と号された。

### 五身
万里集九『梅花無尽蔵』によれば、天神には神号の他に5つの名と姿があるという。第一に弥勒菩薩のいる都率天にあれば好玄と称し千手観音の化身となり、第二に帝釈天のいる帝釈宮に居れば道直と称し大日如来の化身となり、第三に閻魔大王のいる琰羅天に住すれば良道と称し地蔵菩薩の化身となり、第四に京都の北野に降れば道信あるいは道実と称し文殊菩薩の化身となり、第五に九州の安楽寺に止まれば道真と称し十一面観音菩薩の化身になるという。
天神は衆生を救うため身を変じ五身となり、十身となり、千にも億にもなるという。「仏身」であり「菩薩身」でもあり「長者身」でもあり「居土身」でもあり「宰官身」でもあるという。梅は金剛界における天神で、天神は胎蔵界における梅である。渡唐天神像の梅を胸に抱く天神こそ、それら2つの宇宙の象徴であるという。それは萬法帰一（ばんぽうきいつ）の象徴であり、この最終的に帰する「一」こそ梅花無尽蔵（ばいかむじんぞう）へと帰結することだという。そうして過去、現在、未来の三世を通じ、梅の為に梅の主人となった天神は、梅の恩に報いる為、法脈の繁栄につとめられたという。

### 神仏習合
神号の天満大自在天神は大自在天と、日本太政威徳天は大威徳明王と、それぞれ習合したとされる。本地仏は十一面観音菩薩、不動明王、金輪、薬師如来、愛染明王、慈恵大師、阿弥陀如来、毘沙門天、大聖歓喜天、大弁才天神。また、前述等の思想により、千手観音、大日如来、地蔵菩薩、文殊菩薩、観世音菩薩とも結び付けて考えられた。

## 姿形

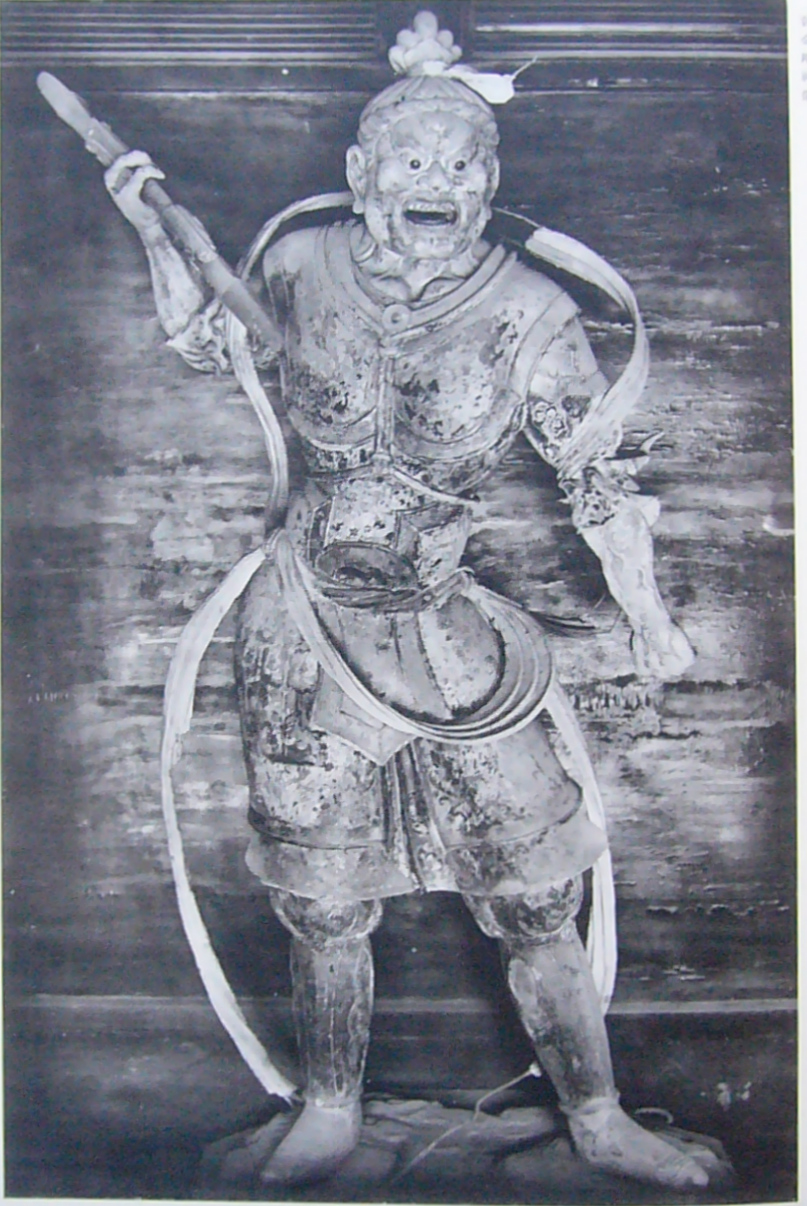
執金剛神。右手指修理前1939年の写真（東大寺）

天神の姿はご当地縁起など、信仰の広がりをみせるごとに様々な姿であらわされていく。

### 執金剛神・仁王
『北野天神縁起絵巻』（メトロポリタン美術館所蔵）の詞書には、日本太政威徳天が仁王のごとき姿で現れた、と記し、その場面の絵には、日蔵と出会う太政威徳天として甲冑を着た、執金剛神の姿であらわされている。また、『日蔵夢記』では、五色の炎の光を発し輝く仁王の姿とある。

### 十王
三重県名張市杉谷神社所蔵の縁起では地獄の十王の姿で描かれている。

### 衣冠束帯
最も流布したとされる姿。一般的には、太刀を佩刀し笏を持つ髭を生やした初老か白髪翁の衣冠束帯姿で描かれる。

#### 騎乗
様々なものに騎乗する伝承や像容が多い。憤怒の表情をして綱で作られた敷物に座す「綱敷天神」。牛に騎乗した姿で描かれる「騎牛天神」。『日蔵夢記』で、日蔵と共に白馬に乗り大威徳城へ移動するなど、「騎馬天神」の伝承も伝わる。また、天神が狐にのる「騎狐天神」の絵馬が昔会津地方で奉納されていたという。

#### 大男
『北野天神縁起絵巻』によれば、瀕死になった源公忠が冥界に赴いたさいに、麗しい衣冠束帯姿の、身の丈およそ一丈ばかりある大男をみたという。

#### 子供
『天神の本地』では、「菅原かんもん」という尊い聖の前に、衣冠束帯姿の子供の姿で現れたという。

### 童子
『源平盛衰記』『聖廟御独吟』『妙法天神経』によると、天神の化身として、10～13歳くらいの童子が、尼削ぎ、あるいは青衣を着た姿で現れたという。また、怒り束帯天神の手前に、美豆良姿の童子を配置した画像も見つかっている。

### 渡唐天神
天神が渡唐したという伝説から描かれるようになった。一般的には、仙冠、道服を着て両手を袖に入れ、梅花の枝を右脇にかかえ、衣嚢を左肩から右腰に下げた正面の姿で描かれる。日本人のみならず、中国人の画家からも描かれた。

### 青竜
『北野天神縁起絵巻』によれば、道真の怨霊が青竜へ化現し、藤原時平を祟り殺したという。

### 女神
青森県南部地方で信仰されていたオテンマサマと習合したことにより、女神としても祀られた。習字箱のようなものを持った女性の姿だったという。

## 住居
天神が住むとされる場所は、神仏習合の影響により、混淆した世界観で現されている。

### 大威徳城
『日蔵夢記（道賢上人冥途記）』によれば、金峰山浄土から数百里離れたところにあるという。そこには果てしなく広がる大海のような池があり、その一帯には金色の蓮や鳥、光輝く龍が無数におり、池の中には百里ほどの島がある。そこに八寸四角の壇があり、中に蓮の華が1つある。その華の上に宝塔があり、中に妙法蓮華経を安置し、東西に両界曼荼羅がかけられている。島の北方には、日本太政威徳天が住む光明照り輝く大きな宮城があり、中を無数の眷属達が守っているという。

### 済度衆生界
『北野天神縁起絵巻』によれば、天満大自在天神は、「済度衆生界」に常に住居し、普賢菩薩・文殊菩薩・観音菩薩・地蔵菩薩などの諸菩薩が互いに来って化度しているという。天神は、一瞬のうちに三界を往来でき、毎日、帝釈宮・閻魔王宮・大梵天宮・五天竺・大唐の長安城・西明寺・青竜寺・新羅国郡武城・日本国の皇城や五畿七道の霊験ある寺社への往来も自在であるという。また、往来には随身する者も多くその伴党はすべて、恨みを含んで世に背いた「貴賤霊界」の者が集合したものであるという。

### 霊山会上 西方極楽世界
『連通抄』によれば、昔は霊山会上で法を説き、今は西方極楽世界の教主となっているという。濁世には観世音菩薩や十一面観音となって顕れて、機根の劣った衆生をもらさず救っているという。それは、北野託宣の「連歌」（無尽経という経）で、愚かな者たちを仏の道に導くための方便だという。その神徳・功徳は、真言の祈祷、念仏、禅よりも優れているという。

### 與喜山
『長谷寺霊験記』によれば、天慶九年（946年）九月二十日頃、天神が自身の怨心による苦しみから逃れるために、瀧蔵権現という女尊から、与喜の地である與喜山の土地を、譲り受けたという伝承がある。與喜山は、天照大御神が、天上から初めて降臨した土地だとされる。

## 眷属

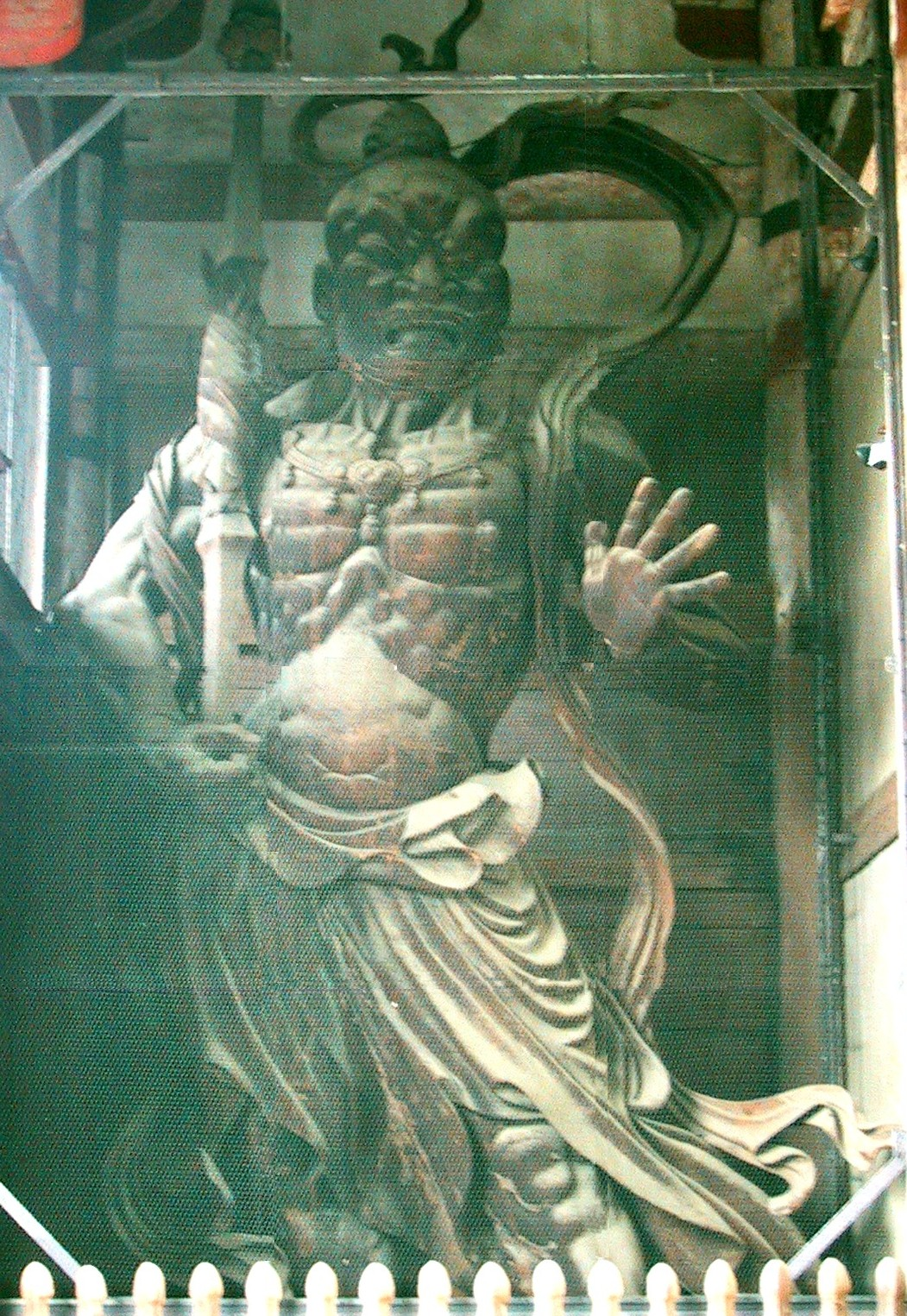
東大寺南大門金剛力士（阿形・国宝）

天神が率いる眷属は、弓箭、桙鞘、無量の鎌杖などの武器を携えた金剛力士、雷神、鬼王、夜叉神、毒龍、悪鬼、水火、雷電、風伯、雨師、毒害邪神らで、総勢十六万八千・十万五千、あるいは、百万の猛霊、億千の霊祇。日本国土に満ち、天変地異を引き起こし、疾病・死病の流行、人間に謀反・乱逆の心を芽生えさせるなど悪行を働き、仏法を滅ぼさんとしている。それを、神祇たちではどうすることもできず、蔵王菩薩、八幡大菩薩、満徳法主天らにより、更なる被害を喰い止められているという。
また、道真が無実のまま亡くなると、帝釈宮に日本鎮国の明神達が、召し集められ、天神に随身する者達（崇道天皇など）により勘糾された。その為、伴の者の起こす災害はやまないのだという。そうして、梵天、帝釈天に、この世の災厄の一切を任された天神は、眷属を使役し、不信の者が多くなれば疫癘の災いをもたらし、不信ならん者は雷神に踏み殺させる。ただし、正直ならん者は護り救済するという。

### 北政所吉祥女
北政所吉祥女（きたのまんどころ きっしょう / きちじょう め / にょ / じょ）は、道真の正室島田宣来子（しまだ の のぶきこ / せきこ）を神格化した神。吉祥天と習合したとされる。別号 花園大明神（はなぞのだいみょうじん）。天神の三神として数えられることがある。本地仏は毘沙門天、吉祥天。安産・子宝・育児の神、または、立身出世の守護神として信仰される。

#### 菅公夫人の墓
岩手県一関市には、宣来子と娘の母子4人が落ち延びて暮らしたという落人伝説が残されている。延喜元年（901年）、道真が左遷された時、藤原滋実の死の仔細について調べるよう、道真より命をうけた五男菅原淳茂が、母子と重臣菅原山城を伴い、落ち延びたという。その時、宣来子は、紀長谷雄の娘「吉祥女」と称したとされる。延喜6年（906年）、道真の訃報を聞くや否や悲しみに暮れ、病に伏し、同6年9月12日そのまま帰らぬ人となる。奥州市前沢区母体で逝去。享年42歳。その後、「菅公夫人の墓」が建てられそこに祀られた。現在は吉祥天神という神社になっている。

##### 祟り
昭和30年代末から昭和44年にかけて、小さな部落の中で6・7年の間に、10人に余る変死が相次ぐという事件が起こった。里人たちは、これは何かの祟りではないかと戦々恐々した。郷土史研究家の高橋大蔵は「これは、菅公夫人の墓の真偽について騒いでるだけで、ろくに供養もしないでいるためではないだろうか。菅公の例に倣い、菅公夫人の霊を弔おう。」と思い立ち、昭和45年秋頃、菅公夫人の一千年祭を、部落総出で盛大に行った。すると、それ以後不可解な事件は起きなくなったという。平成6年この墓の存在を知った太宰府天満宮宮司は門外不出とされる梅の木を菅公夫人の墓に自ら植樹、続いて鎌倉荏柄天神社、平成9年には京都北野天満宮からも梅の木が贈呈されたという。

### 紅姫天王
紅姫天王（べにひめてんのう）は、非業の最期をとげた道真の息女紅姫（べにひめ）の御霊を死後に白狐の化身が現れた、という伝承から稲荷神として神格化した神。正式名称は最上位山崎紅姫天王（さいじょういやまさきべにひめてんのう）。別称紅姫大神（べにひめのおおかみ）。紅姫稲荷神社に祀られており、昭和年代に、隣接地に日蓮宗妙紅山蓮照寺が開山されたご縁で、稲荷祀の祭祀、社殿の造営は、同寺の主宰により執り行われている。

### 老松大明神
老松大明神（おいまつだいみょうじん）は、眷属第一の神で、菅原道真の家臣（牛飼）だった島田忠興（しまだ の ただおき）を神格化した神。生前に、天拝山に登る道真の笏を持ちお供したという。本地仏は不動明王。『神変霊応記』『託宣記』によれば、天神から笏を預り、天神の側に座し、天神の補佐・代行する神。気性が荒い。寿命の延長、植林・林業に関する願いを叶えてくれるという。ただし、どのような願いもまず老松神に祈り、その後、天神に祈らなければならないという。天神が影向の所に種を蒔き松を生やすという。
『太平記』では、紀伊山中十津川で追ってから逃げる護良親王一行を、14、5歳の童子の姿で現れた老松神が救ったという。その時、親王が持っていた北野天神のお守りをみると口が空き、中に入っていた御神体が汗と土で汚れていたという。また、能の『老松』では、老人の姿で化現している。近世に入り道真の師である島田忠臣と同一視されるようになった。道真を老松神として、道真の北の方を老松女として祀られることもある。

### 福部大明神
福部大明神（ふくべだいみょうじん）は、菅原道真の舎人で、牛の世話役だった十川能福（そごう の のうふく）を神格化した神。富部の神、瓢の神ともいう。本地仏は地蔵菩薩、毘沙門天。老松神と共に天神の側に座し仏舎利を持たされている。老松神と同様荒ぶる神。名前から転じて福の神として信仰された。室町期には、瓢箪を叩き茶筅を売る芸能集団「鉢叩き」に我が神として崇敬された。水の災いを代表する神ではないかという説がある。

### 火雷天気毒王

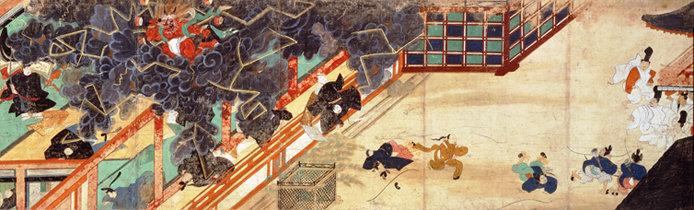
『北野天神縁起絵巻』に描かれた、清涼殿落雷事件

火雷天気毒王（からいてんきどくおう）は、眷属第三の使者で、北野の地に元来祀られていた地主神である火雷神（天神地祇）を、天神信仰へ新たに導入した神格。別称火雷大気毒王（からいたいきどくおう）、火雷火気毒王（からいかきどくおう）。本地仏は降三世明王。
。『北野天神縁起絵巻』などでは、太鼓を打ち雷を起こす鬼神の姿で描かれる。清涼殿落雷事件を起こし、醍醐天皇の肉体、臓器を爛れさせ、死に至らしめた。また、崇福寺、法隆寺、東大寺、延暦寺、壇林寺などの諸大寺を焼亡させたという。

### 白太夫大神
白太夫大神（しらだゆうのおおかみ）は、菅原道真の守役で若いころから白髪でお腹が太かったことから「白太夫」とよばれた、豊受大神宮神官家出身の渡会春彦（わたらい の はるひこ）、または、松木春彦（まつき の はるひこ）を、神格化した神。本地仏は不空羂索観音、阿弥陀如来、毘沙門天、聖観音。竈神で、天神に御饌を捧げる神。神徳は子授け。能の『道明寺』では、天神の御使いとして老翁の姿で現れ、参拝しにきた僧に百八つの煩悩を消し去るという「もくげんじゅの実」を、もくげんじゅの精（天女）を現出させ与える。

### 景徳大明神
景徳大明神（けいとくだいみょうじん）は、菅家廊下の門下生で、道真が大宰府へ左遷されるおり、随行し、晩年まで世話役をした味酒安行（うまさけ の やすゆき）を神格化した神。安楽寺天満宮を創建した人物で、現在も太宰府天満宮の関係者として名を連ねている味酒一族の祖。味酒氏は武内宿禰の末裔だとされている。安行は見事な白髭をはやし、百歳を超える長寿だったという。道真の逝去から2年後、安行に天神から託宣がくだり、埋葬地の上に御殿を建て、「天満大自在天神」と称したという。

### 紅梅殿
紅梅殿（こうばいどの）は、飛梅伝説で語られる大宰府まで菅原道真を追ってきた梅の木の精。能の『老松』では若い男の姿で現れ、「紅梅殿」の小書が付いたものでは、天女（女神）として現れ舞を踊る。『老松』の詞章には、もともと紅梅殿の精が登場するような記述があり、小書の演出の方が、本来の形に近いと考えられている。飛梅の木は神木として現在も太宰府天満宮に祀られているほか、株分され全国各地で祀られている。

### 桜葉大明神
桜葉大明神（さくらばだいみょうじん）は、右近の馬場の千本桜の女神。天照大御神、伊予親王と同体とする。本地仏は、十一面観音菩薩、薬師如来、毘沙門天。君が代を守護する神、喉の治癒・音楽上達の神。能の演目『右近』では、侍女を伴った貴女の姿で現れる。右近の馬場に花車でやってくると、鹿島神宮の神職と語らい、北野天満宮の景色や風情を楽しむ、天神の神幸を称えるなどしたあと、自分の正体を明かし、美しい舞を踊りながら天に昇っていく。

### 梅丸大明神
梅丸大明神（うめまるだいみょうじん）は、菅原道真が預けたご神体を神格化した神。デキモノや皮膚病を治す神。近年は、癌封じの神としても信仰されている。

### 天満山三尺坊
天満山三尺坊（てんまんざんさんせきぼう）は、『天狗経』の四十八天狗に数えられる大天狗で、天満山に住み、大阪天満宮を鎮守しているという。

### 崇道天皇
崇道天皇（すどうてんのう）は、光仁天皇の皇子で、桓武天皇、能登内親王の同母弟。桓武天皇などへ祟りを起こし平安遷都の原因になったとされる大怨霊。本地仏は弥勒菩薩。貴賤霊界に住み、天神に随身する。帝釈宮では、日本鎮国の神々を勘糾する筆頭となっており、そのために、天変地異がやまないのだという。

### 天魔神
天魔神（てんま じん / しん）は、古来より青森県南部地方で広く信仰されていた土着の山の女神。お産、病気、子宝の神。また、男根信仰の神、山を脅かす者をたたる祟り神でもある。像容は、長い髪を垂らし右手に柄の長い鉞を左手には経巻を持つ女尊。中世に入ると天神と習合し、おもに天神の脇侍の山の神（妻・娘）として信仰される。天神とのあいだに12人の子をもうけたという。（オテンマサマ信仰参照）

### 兵主部

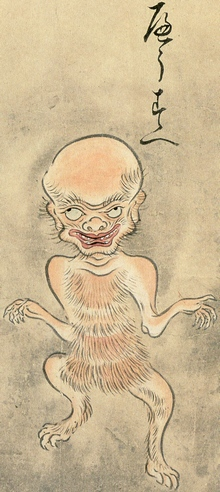
佐脇嵩之『百怪図巻』より「へうすへ」（ひょうすべ）

兵主部（ひょうすべ）は、河童の仲間で河童よりも古い妖怪とされる。起源は古代中国神話の水神・武神である怪物神蚩尤（兵主神）で、日本へは秦氏ら帰化人と共に伝わり、日本では食料の神として信仰されている。河童と違い兵主部の好物はナスとされ、また、毛深い姿をしていて毛に触れた者や姿を見たものは原因不明の病にかかり死んでしまうという。かつて、太宰府天満宮境内に兵主部を祀る祠があったという。
生前左遷道中だった道真に兵主部が助けられたという伝承があり、それをもとにした、『落穂余談』によれば、三河国で道真の末裔にあたる設楽某という力持ちが、河童を捕えこれを殺そうとしたところ、河童は助けてくれればこれ以後は一族一党を水難から守ることを約束し、その証文の代りに、「ヒョウスヘは約束せしを忘るなよ川立ち男氏は菅原」という呪歌を教えたという。

### 寛算
寛算（かんさん）は、道真を慕ったとされる安楽寺の伝説上の行者。本地仏は不動明王。天神に随行し雷となり京を襲ったとされる。時平らが滅んだのち三条天皇の頃にも怪異となってあらわれた。隕石となり蔵王の森南側の野原にものすごい地響きと共に落ち、のちにその石は歯の神として信仰されたという。

## 北野曼荼羅
中世に興ったとされる北野天満宮の社寺参詣曼荼羅。憤怒の相をした天満大自在天神を中心に本地や社寺を数多配置する。
上部
- 円相内五尊（本地）

不動明王・金輪・薬師如来・愛染明王・慈恵大師
下部
- 御堂

阿弥陀如来・観音菩薩・多聞天・地蔵菩薩・降三世明王 / 他
- 眷属社

老松神・福部神・白太夫・火雷神・飛梅・王子神 / 他
- 土地神社

一夜松・二本杉・御池・桜葉 / 他
- 御霊社

崇道天皇・吉備真備 / 他
- 勧請社

貴船大明神・諏訪大明神・一言主神・恵比寿・八幡神 / 他

## 梅守法
梅守法（ばいしゅほう）とは、中世後期よりみられる師資相承で伝わる密教の護身的修法。『天神一枚梅実守』（真福寺蔵）、『梅守法』（仙岳院蔵）などが伝わる。
概要は、まず、梅の実を割ってその中に『法華経』観音部門の四句偈を書いた紙を入れ、割った実を合わせ閉じ紙で封をし、その封紙に天神と書いて加持する。そして、護身法天神一印、八葉印の印を結び、その梅の実を掌へ入れ頭上に捧げて祈念するというもの。

## 各地に伝わる伝承

### 武人

#### 牛天神北野神社の願い牛
寿永1年（1182年）、奥州東征途中の源頼朝がある岩に腰を下ろし休息した際、夢に、牛に乗った天神が現れ「2つの喜びがある」と告げられたという。すると、長男頼家が誕生し、翌年には、平家を西へ追い払うことができたため、頼朝が「牛天神」を創立し腰掛けた岩を祀ったという。

#### 落馬止め天神
江戸時代に、北野神社近くを八代将軍徳川吉宗が通りかかったさいに、馬が暴走した。あわやというところで落馬を免れたため、東海道を往来する武士から「落馬止め天神」と称された。この加護にあやかり将軍指南役の柳生家留守居役が近くに屋敷を構えたという。

#### 怪力士家綱
藤原秀郷の7代の孫で唐沢山城主足利家綱は、体格の立派な勇気ある武士だった。あるとき、小野寺民部とともに、天皇御所を守るため、京都へ上洛した。仕事では、何をしても家綱の方が優れていたため、民部は家綱を妬ましく思い、上役に讒言する。それをすっかり信じ込んでしまった上役により、家綱は九州へ左遷されてしまう。九州に流された家綱は、かつて菅原道真が住んでいたという安楽寺に住み、自分の身の上が道真と同じであることを思い、道真を祀った天満宮に通い毎日無実の罪が晴れ帰郷できるよう祈ったという。
この頃、毎年、朝鮮より使者が貢物を持ってやって来る習慣になっていたが、その年は、使者が3人の力士を伴いあらわれ、「今まで朝鮮から貢物を送ってきたが、此度双方の国の力士が力比べをし朝鮮の力士が負ければ今まで通りに、しかし、もし日本の力士が負けたなら、日本から朝鮮に貢物を送ることにしようではないか」と提案してきた。突然の話に、都は騒然となる。3人の力士は、「蛇慢（じゃまん）」「我慢（がまん）」「岩幕（がんまく）」という名で、3人とも400kgもある大きな石を持上げ地面に叩きつけると、石が土の中に埋まってしまうほどの怪力だった。しかし都には、この3人にかなう者がいなかったため、あれこれと思案された末、九州に流されている家綱が候補にあがり、すぐに都に呼び戻された。家綱は、天皇から朝鮮の力士と相撲をとるよう勅命をうけるが、流罪ですっかり体が衰えていると一旦は断るも、しつこく要請があったため仕方なくその命を受けることにした。
家綱は、不安を無くす為、天神と仁王に、ただひたすら祈り心を落ち着かせる。そして、試合が始まり、さっそく家綱は相手の挑発にのってしまうが、3人の力士をいっぺんに相手をし、あっという間に難なく3人とも投げ飛ばして気絶させてしまったという。天皇をはじめ、役人たちは、家綱のあまりの強さに、拍手するのも忘れて唖然としてしまった。この手柄で家綱は、故郷へ帰れることとなり、これらのことを天神と仁王に感謝し二尊を故郷へ勧請した。これが、朝日森天満宮と旗川の安楽寺の門に立つ仁王像だという。

### 僧侶

#### 尾張徇行記（黄竜寺伝承）
その昔、愛知郡山崎村のあたりに林香・照山という僧侶の兄妹がいた。文禄元年（1592年）4月頃、照山は御所によばれた際、後陽成天皇のお気に入りとなり毎年おこたらず勤めよ、という勅命をうけた。その時、妃から菅原道真公自筆の画像をいただき、熱田に帰り寺に安置していた。しかし、照山には女性の月の障りがある為このままではお勤めを果たすことができないと考え、ぜひ、清浄の地にお移ししたいものだと祈っていた。すると、その夜、照山の枕元に束帯姿の立派な人が手に梅の花を持って立ち「汝の願いは良いものである。ここから東に汝の親しい者がいるがその者に画像を譲るがよいだろう。」と言ってどこともなく消え、梅の香りが四方に薫ったと思うと夢は終わっていた。照山はうれしく思い、夢のお告げを林香に知らそうと山崎に人をやった。
一方、林香もその夜同じ霊夢を見ていた。五十を過ぎた立派な人がきちんとした衣冠姿で手に梅の一枝を持って言った。「我は京都北野の者である。近頃縁があり、熱田へやってきた。今からはこの寺に来て仏法を守ろう。」と言い、梅の香りがして夢の出来事をすっかり理解した。林香はなんと不思議なこともあるものだ、この事を照山に話そう、と、急いで出かけ、照山の使いと山崎の橋の上で鉢合いお互いに霊夢が同じであることに感涙したという。そのまま熱田に行き照山と会い、喜びを分かち合った後、すぐに画像を林香に渡し、自身の寺に大事に安置したという。

#### 念仏往生
『北野天神縁起絵巻』『一遍聖絵』等によれば、念仏者が往年の日を定めるため、熊野那智山に山篭したが、熊野権現と思しき老僧から「わたしの心には叶い難いから、北野社に行って祈請せよ」との託宣をうける。それに従い、北野社に参篭し祈請したところ、天神が現れ往生する日を告げ、「往生する日まで怠りなく念仏せよ」と勧められたという。

#### 七尾の霊亀
文亀年間に、天神池に7つの尾を持った霊亀が天神の木像を背負って現れた。天神像を背に、口に梅の小枝をくわえた霊亀は、現地にあった祠に入り、樹の下の石の上に天神像を置き、その石の周りを7回まわり天神像と梅の小枝を残したまま姿を消したという。それを見ていた修行僧が、みずから7つの尾の霊亀を刻み、それを神座とし、天神像を草庵に安置したという。

#### 延命十句観音経霊験記
京都三条通の町家に住む男の妻が、難治の病に罹い、手立てがなかったため男は妻の快復を願い、毎夜北野天神に丑の刻参りをした。7日目の満願の夜、いつものように神前でお詣りを済ませ帰ろうとすると、老僧が茶店の床机に腰掛けていた。老僧は男の悩みを聞き、十句観音経を授ける。「家族中で病人を囲み、この経を読誦すれば、明日には全快するでしょう」と言われ、男は経を三十遍読み暗唱し、老僧に礼拝して家路を急いだ。家に帰ってみると、家族中が病人を囲んで声高に誦経をしており、聞いてみると先程老僧から授かった十句経であった。
不思議に思った男は「誰にそれを教わったのか」と聞くと、「気高き老僧が現れて、この病人は天下の名医を集めて秘術を尽くしても助けることは難しい。私に微妙最上至極の金文があります。それを家内が交代で信心をこらして唱えたならば、明日には希代の霊験が現れるでしょう」と、二、三十遍を教えられたという。老僧の姿は跡形もなくなっており、男は自分の逢った老僧だと合点し、北野天神が我々に信心深くお経を読誦させようとして、御身を両所に分けてお経を伝授して下さったのだとわかり、悦び勇んで読誦を続けると、夕方頃から次第に妻の体は快復へと向かっていったという。この経文を白隠禅師は、陀羅尼にも名号にも加持にも呪詛にも呪いにも比類なき貴い金文であるとしている。

### その他

#### 高台寺天満宮縁起
豊臣秀吉の正室北政所は、幼少の頃より天神を崇拝していた。ある夜、近臣も連れずに、裸足で清水寺と吉田山の間にある険しい山道を登っていた。すると突然、巨大な岩の上に衣冠束帯で端座する憤怒の相をした天神が現れ「王城を鎮護し諸人の願いを叶えんがためこの地に社を築き、よろしく護持するよう」と言い終え、忽然と姿を消した。翌日、目を覚ました北政所は、夢かと驚き合掌していたところ枕辺に錦につつまれた一軸を発見し開いてみると、夢に見た天神と全く同じ姿を描いた再像であったという。

#### 梅壺侍従蘇生譚
その昔、太宰府天満宮の神官・中務頼澄が京に上った折、京女の梅壺という女性と恋に落ち、梅千代という子どもをもうけた。しかし、神官はしばらくして太宰府へ帰ってしまう。残された梅壺は恋しさと、子供のためを思って、遠く太宰府まで下るも、頼澄へ送った文を、頼澄の留守中に妻に読まれ、妻が書いた偽りの文で追い返されてしまった。悲嘆にくれた梅壺は、世をはかなんで、藍染川に身を投げて死んでしまう。梅千代が、母の亡骸に取りすがって泣き悲しんでいるところに、偶然、頼澄が通りかかる。梅壺の遺書により事情を知り、梅壺が生き返るよう一心に天神に祈る。すると、そこに天神が現れ、梅壺を生き返らせたという。
その後、梅壺は尼になり、太宰府の外れに庵をかまえ、仏に仕える一生をおくり、梅壺の子・梅千代は、光明禅寺を開山し、鉄牛円心になったという。

#### 久里浜天神社由緒
江戸時代初期幕府は、越前国鯖江出身で大阪で身を立てていた砂村新左衛門を、久里浜中央部を流れる内川（現在の平作川）流域一帯を新田開発させるべくよびよせた。新左衛門は、以前から崇敬していた摂津国西成郡上福島村天満宮（現在の大阪市福島区に鎮座する福島天満宮）の御祭神菅原道眞公の御分霊を万治3年（1660年）6月に、久里浜村八幡（現在の天神屋敷）に勧請し、新田鎮護の神社として久里浜天神社を創建した。
新左衛門は、新田開発の要となる大〆切水門の工事に着手するも、壁にぶちあたり工事は難航してしまう。そんなある夜、新左衛門の夢中に菅原道眞公と、上福島天満宮の相殿に祀られている天照皇大神が現れ、新左衛門にお告げを授ける。そのお陰で、新左衛門は水門を完成させる事ができたため、この託宣に深く感謝し、上福島天満宮より新たに天照皇大神の御分霊を寛文5年（1665年）9月、村の東端の水門に近い明浜に勧請し、寛文7年（1667年）には、御神号を水神社とした。これにより村の東方に水神社、西方に久里浜天神社の両社が鎮座し、新田の形態と人心が整うことになる。のちの明治41年9月7日、水神社は久里浜天神社に合祀される。

#### 隠れキリシタンと天神信仰
隠れキリシタンは観音信仰・地蔵信仰・庚申信仰・子安信仰・天神信仰などを隠れ蓑にしていたとされ、持っていたとされる天神像が全国で見つかっている。

#### 七座天神
青森県・秋田県・岩手県の三県に跨る三湖伝説がある。十和田湖、鹿角を追われた八郎太郎は、米代川を塞き止め湖にし住処にしようとした。七座の神々で一番賢い七座天神が八郎太郎と大石を使った力比べをすることとなり天神が勝利した。勝った天神は「米代川下流、男鹿半島のもっと広い場所を住処にしてはどうか」と提案し、米代川を塞き止めていた堤防に大量の使い白鼠に穴を開けさせ、八郎太郎を下流へ流したという。

### オテンマサマ信仰
青森県には、土着の山の神として祀られていたオテンマサマと、天満大自在天神が読み方の音韻上の類似から混同され習合したとする混淆信仰が存在する。

#### オテンマサマ
テンマサマあるいはオデンマサマなどともよばれ、青森県南部地方で広く信仰されていた土着神。テンマには、「天摩」「天魔（神）」「天間」「天婆」等の文字があてられる。この神は、中世以前の古い時代から信仰されてきた民俗神のひとつであり、その性格については不明な部分が大きい。性別は女神とされ男根信仰が盛んに行われた。おもにお産や病気の神、または子宝の神として祀られ、祟り神として畏怖もされた。尊容は、長い髪を垂らし右手に柄の長い鉞を左手には経巻を持つ、あるいは、天神と習合した習字箱のようなものを持った女性像が伝わる。御神体を、獅子頭（権現）によって表象しているものが複数件みられる。馬の神である馬頭観音とも混同された。

#### 習合による伝承
後世には、天神と混同されたため天満宮に男性器を祀る信仰がそのまま受け継がれた。天神の学問や子供を守る神徳が新たに入り、天神を山の神として、または、京都からきた女神とし山の神の妻、もしくは、天神の脇侍に山の女神像を祀り夫婦・親子神として信仰されている。夫婦神として、山の女神との間に12人の子をもうけたという伝承もある。

### 海外

#### 道賢銘経筒
『日蔵夢記』と内容が酷似する『道賢銘経筒』が五台山より出土し中国国家博物館に収蔵されている。これにより日蔵伝承が東アジア圏に流布していたことがわかる。

## 余話

### 武神
- 『将門記』によれば、八幡大菩薩が平将門へ新皇の位を授けるよう取計らったのが道真だという[98]。また、将門は、自身の領地に北野天満宮から分霊を勧請し大野天満宮を建立している。

その影響からか、その後の、鎌倉御家人の二階堂行長、関東御家人の宇都宮親泰、そして鎌倉幕府には八幡神と共に崇敬されるなど、東国武士たちにより信仰された。
- 平将門を討った藤原秀郷が篤く崇敬していたとされる菅公神像が息子の藤原千常により加茂別雷神社に祀られている。[100]
- 江戸城を築城したことで有名な太田道灌は、築城にあたり天満宮を勧請する、梅林（現在の皇居東御苑の「梅林坂」）をつくりそこに道真を祀る、その近くに天神堀というお堀をつくるなど、天神を深く信仰していた。その影響か、平将門は菅原道真の生まれ変わりで、将門となった道真は太田道灌に生まれ変わった、という俗説がうまれる[101]。ちなみに、『梅花無尽蔵』を著した万里集九と親交があったという。
- 足利尊氏は、湊川の戦いのさい所領成就・家内繁栄のため、船井庄地頭職を北野天満宮に寄進した。これにより、北野天満宮と室町幕府の関係が緊密になっていく。[102]
- 元寇の際に、後宇多天皇が霊光殿天満宮にて蒙古軍撃退の祈祷を行わせたところ、元の船が神風によりことごとく沈没したので、天満宮は、『天下無敵必勝利運』の額を天皇より賜ったという。

この天満宮を徳川家康も深く崇敬し、元亀元年（1570年）に天下太平の祈願をし、社家の若江家の再興にも尽力した。家康の死後、徳川家光により家康自身も、同天満宮へ祀られることとなる。また、家康の孫娘千姫も天神を信仰しており天神の木像を祀って祈っていた。夫の秀頼の死後、本多忠刻と再婚し、本田家の繁栄と、前夫秀頼の霊の鎮魂の為に、姫路城の北西（最も陽の気が極まる乾の方角）に千姫天満宮を建立し、毎朝夕城内から拝礼していたという。
- 天文23年（1554年）6月11日に、織田信長は、熱田神宮へ自筆の「菅原道真画像」を寄進した。また、信長の父織田信秀も、天神を深く信仰しており那古野城中に北野天満宮から神像を勧進して祠を祀り、のちに桜天神社を建立した[108]。

信長の義父斎藤道三の美濃斎藤氏も天神を信仰しており、領内のいたるところに天満宮を勧請したという。
- 天正15年10月1日（1587年11月1日）に京都北野天満宮境内において豊臣秀吉[注 53]は、北野大茶会とよばれる大茶会を催した。1000人以上の人が集まり、諸家の秘蔵の名物茶碗や茶道具が展覧されたという。その他に、大政所の病気平癒や、朝鮮出兵の勝利を北野天満宮に祈願している。秀吉の息子豊臣秀頼も天神を崇敬しており、秀頼が12歳の頃天神の名号「南無天満大自在天神」[注 54]を書いた墨書きが、北野天満宮に所蔵されている[115]。母淀殿と共に北野天満宮の再建にも尽力した。
- 笠覆寺内にある東光院には、宮本武蔵が宿坊した際に書いた「南無天満大自在天神」の墨書きが残されている。右手左手交互に使い分けて書かれており、「天満大自在」の文字は鏡文字で書かれている。他に、武蔵が豊臣秀吉から授かったという、菅原道真の肖像画「出世お神酒天神」を寄進しており、武蔵が天神へ帰依していたことがわかる[116]。

また、東山天皇が書いた「南無天満大自在天神」の墨書きも北野天満宮で見つかっており、これも、「自在天神」の部分が鏡文字となっている。これら鏡文字の意味については解明されていない。北野天満宮には、他に、鎌倉時代の後深草天皇が書いた御神号など、歴代の天皇が奉納した掛け軸が数多く残されているという。
- 甲府市の一蓮寺に残る『鉄山宗鈍他賛渡唐天神像』は、武田信玄が家に伝わった明兆筆の天神像を、自身の筆で写して一蓮寺に寄進し、他の賛を鉄山が写したものだという[117]。
- 富山市にある馬瀬口天満宮には、一説に上杉謙信[注 55]が寄進したと伝わる御神体木造毘沙門天像が祀られている[120]。
- 北野天満宮所蔵の『北野檜皮葺奉加帳』によれば、直江兼続は天満宮の屋根の修理費用として天皇の寄進した黄金1枚（高台院同額 秀吉は名前を伏せ黄金2枚）のおよそ倍額にあたる米百石を寄進したという[注 56][121]。
- 猛将として知られる水野勝成は、初陣である高天神城の戦いの際に、城内に祀られていた天神社より渡唐天神像を奪い取り、以後これを自らの守り本尊として肌身離さず身に着けていたという[122]。
- 天神真楊流柔術の開祖磯又右衛門は、北野天満宮に参籠したさい、楊柳の風になびくさま（柔軟性）を観て大悟し、「天神」と、以前に修行した二流より「真」と「楊」の二字を合わせ、天神真楊流と名づけたという[123]。
- 日本拳法の豊前福光派古術開祖福光三郎左衛門明正は、道真を遠祖とする美作菅家党福光氏の子孫を称し、古術の言振り信仰の根幹教義は、菅公の歌に集約されているとした。この拳法は、江戸時代に帯刀が許されなかったため、また乱世に戻ったとき臨機応変に対応できるよう、美作菅家党に伝わる鎌倉風流武芸をもとにうまれたという[124][125]。
- 戦国時代大和国東山内の武士達により、染田天神講連歌会が催され200年余もの間継承された。武士たちは戦乱の相次ぐ中でも天神信仰を共通の心として、毎年1度の法楽の連歌会に結集したという[126]。
- 大太刀「倶利伽羅太刀」[127]や、薙刀直し刀「国重」[128]、脇差「秀光」[129]などの日本刀に、銘として「南無天満大自在天神」が刻まれている。
- 2020年11月上旬に北野天満宮宝物庫で、元寇の蒙古軍のものと思われる兜がみつかった。天満宮は蒙古襲来のさいに必勝祈願を行うよう朝廷の命を受けた社の一つであることが鎌倉時代中期の貴族の日記から判っている。[130]

### 怪異
- 『平家物語』では、源頼光が土蜘蛛を追いかけていくと、北野天満宮裏手に塚があり、そこが巣になっていたという[131]。また、福岡県みやま市には、天神を主祭神とする老松神社があり、その境内には、神功皇后（または景行天皇）に討伐されたとされる、土蜘蛛の女性首長、田油津媛（または葛築目）を葬った蜘蛛塚（旧女王塚）が残されている[132]。
- 江戸時代初期の古浄瑠璃『丑御前の御本地』によれば、源頼光の母が、北野天神が胎内に宿るという夢をみたのち、三年三月と云う長い妊娠期間を経て、丑の年丑の日丑の刻に、鬼神のごとき顔を持つ丑御前という怪物を出生したという[133]。
- 室町時代に描かれた『社頭古絵図』(北野参拝曼荼羅)には、北野天満宮境内の北西の角に天狗山と呼ばれる小山があり、烏天狗が描かれている。大昔、この辺りには天狗が出没していたという。現在は「一願成就のお牛さま」が祀られている。
- 吉羽天満宮南方に位置する天神池には、ヌシである大蛇が現れ近づいてきた人を引きづりこんだという。
- 青森県にある、唐松天神堂という小さな祠の境内に、大蛇が現れた為、蔦林家の者が退治したところ、大蛇の祟りが起こり、蔦林家は途絶えてしまったという[134]。
- 兵庫県加古郡稲美町にある天満宮の伝説によれば、天正八年（1580年）の頃、豊臣秀吉が播州一円の城砦や寺社を打ち壊し回り、この天満神社社殿をも取りつぶしにかかった。すると社殿の傍らの神木から社殿の上へ大蛇が顔を出してきた。秀吉がこれをみて「捨て置け、捨て置け」 と二言いったので社殿は取りつぶしを免れたという[135]。
- 京都醍醐寺近辺にある長尾天満宮には、豊臣秀吉が醍醐天皇の遺徳を讃えるために紀州から移築を命じたところ、その工事中に事故が相次いだためこれは道真の霊の仕業ではないかと考えられ、高台に道真の霊を鎮めるために創建したという由来がある[136]。
- 菅原道真公と矢奈比賣命を祀る見付天神 矢奈比賣神社に、その昔、怪神（狒々の妖怪）がたびたび出現していた。怪神は、町人に年頃の娘を生贄に捧げさせそれを喰っていたが、延慶の年（1308年）に、僧侶が悉平太郎という霊犬を信濃より連れてきて、これを退治させたという[137]。
- 『看聞御記』によれば、応永二三年（1416年）の頃、猫の頭、鶏の胴体、蛇の尾を持つ怪鳥が北野天満宮に現れたという。怖ろしげな鳴き声と眼光していたこの怪鳥は、天満宮の社僧によって弓で退治され川に流されたという[138]。
- 防府天満宮にある『萩狛犬』にはこのような言い伝えがある。禁門の変で長州藩は敗走、その後、京都守護職の会津藩が北野天満宮に鳥居を奉納、しかし、鳥居の側に奉納されていた萩狛犬を藩士が見つけ「長州獅子、汝まだ去らざるか」と、神社に撤去を要求 実力で倒そうとしたところ、一天にわかにかき曇り雷鳴が響きわたった。会津藩士は雷神である菅原道真公の祟りと恐れ逃げ帰ったという[139]。

### オカルト
- 心霊研究家の浅野和三郎は、霊媒による交霊会を何度も重ねる招霊実験を行った。300人以上のうち、呼び出せなかったのは、2人（1人は道真の霊）だけで、菅原道真が招霊出来なかったのは霊格が高すぎたのが原因である、と浅野は考えた[140]。そして、類魂という概念に至ったという。
- 明治時代に霊能力者として名を馳せた長南年恵は、菅原道真の血を引いていたという。彼女の霊力は、身辺に頻繁に神仏が現れ会話をした、成人しても少女のように若々しかった、排他物がなく風呂に入らなくても清潔で良い香りがし、断食しても平気だった、長期の拘留生活で足腰が弱って当然なのに、一升瓶15本分もある水の入った大樽を軽々と運んだ、自身の死の予言、極めつけは、疑念の目を向ける裁判所や全国紙新聞記者の目の前で、瓶に無から神水が入ったのを認めざるを得ないという結論がなされた[141]。
- 江戸時代末に興った新宗教天理教の教祖中山みきは、菅原道真の末裔を称していたという。彼女は、シャーマンとして天理王命より啓示をうけ、自身の財産を散財してまで、天理教の布教と人々を救うことに邁進した。天理教のシンボルは梅鉢紋をアレンジしたもの[142]。

### 三穂太郎伝説
岡山県作州地域には三穂太郎伝説という異類婚姻譚巨人伝説が伝わる。道真の子孫とされる男と、蛇神の間に菅原三穂太郎満佐という巨人が生まれ、後に美作菅氏の祖となったという。また、三穂太郎自身が、元は那岐山付近の蛇渕にすんでいた大蛇であるという伝説もある。なお、この伝説は、実在した史実の人物をモデルにしたとされ、そのモデルも空を飛べたとする伝説まで伝わる。

#### 概要
その昔、奈義の地を支配していた菅原道真の子孫を称する領主が、那岐山の麓にある菩提寺で絶世の美女と出会い恋に落ちた。2人は、夫婦となり、「太郎丸」という名の男児をもうけ、女は太郎丸に乳をやるときだけ、なぜか産屋にこもり、けっして覗かぬように男に約束させた。しかし、男は我慢ができず、産屋の様子をこっそり覗いてしまう。そこで男が見たものは、大蛇がとぐろを巻いて太郎丸に乳をあたえる姿だった。驚いた男が思わず声を上げ、それに気付いた大蛇は、去り際、山を八巻きして約束を破った男への恨みをあらわし、太郎丸と男を残し山へ姿を消してしまう。残された太郎丸は泣くばかりでなにも口にしなかった為、男はなんとか大蛇を探しだす。けれども、家に戻る願いは叶わず大蛇は「太郎丸が泣いたらこれをしゃぶるように」と、五色に輝く自分の目玉を男に渡して山の淵の奥深くに姿を消し、二度と現れることはなかった。
母親の乳代わりに五色玉をしゃぶって育った太郎丸は、その霊力により那岐山をも超えるほどの巨人に育った。そして、京の都まで3歩で行き来し、禁裏の護衛を奈義の地に居ながら勤めていたので『三歩太郎』と呼ばれるようになったという。
他にも、三穂太郎の大きさを表すエピソードとして、那岐山頂に座って瀬戸内海や因幡の賀露の浜で足を洗った、那岐山と八頭寺山を一跨ぎした時に陰部が擦れて淵が出来た、足跡が各地でため池となる、飯に入っていたと云われる巨石や杖の跡、などが史跡となり今も伝わる。
地域の領主となった三穂太郎は、心優しい豊田姫か美しい佐用姫のどちらかと婚姻することとなり（佐用姫を愛人にしたとも伝わる）、豊田姫と契りを結ぶことに決めた。しかし、嫉妬に狂った佐用姫が三穂太郎の草履に針を仕込む（頼光という恋敵が仕込んだとも）という暴挙にでる。蛇は金気に弱いという言い伝えがあり、蛇神の血を引く三穂太郎は、針の毒が体中に回り狂乱してあっけなく死んでしまう。大地に倒れた三穂太郎の遺体は四散し、それぞれ神社として祀られ、血は川に、肉は黒ぼこという肥沃な黒土になり、息吹は北大風をよび、那岐山から大風が吹き下ろすたびに地元の人々は「さんぶたろうが吹く」と言って怖れたという。

#### 史実
菅原 満佐（すがわら みちすけ、生年不詳 - 天福二年（1233年））は、1078年に京都から美作守として下向した菅原道真の子孫である菅原知頼の五世孫で、道真から14代目にあたる中世鎌倉時代末期の武将。地方武士団「美作菅家党」の祖。武勇と学識に優れ、住民の尊敬を得ていた。また、藤原千方から仙術を伝授され空を飛べたとする逸話もある。従五位下玄蕃頭に任ぜられ善政をしいたとされる。正室は、豊田右馬頭の息女。天福二年（1233年）九月十二日、赤松久範と作用で戦い討死した。遺体はバラバラにされ各地に埋葬されたか、尸解して死後は肉体をもったまま仙人になった（昇仙）とも伝わる。
満佐には子が7人おり、ここから菅家七流と呼ばれる有元氏・廣戸氏・福光氏・植月氏・原田氏・鷹取氏・江見氏らが派生、有元氏が棟梁となり「美作菅家党」と呼ばれる地方武士団となる。美作菅家党は、南北朝時代には、後醍醐天皇側についたとされ、津山市東隣の植月には、後醍醐天皇の孫の親王が神祇の一つ八咫鏡を所持して御所を構えて以降254年間、皇籍を保持しており、美作菅家党がそれを奉じ護っていた、という伝承が残っている。
その後、美作菅家党は全国へと派生し、加賀百万石として有名な戦国大名前田利家の前田氏や、徳川将軍家兵法指南役として有名な柳生宗矩の柳生氏、黒田二十四騎として有名な菅正利の播州菅氏など、多くの著名な武人を輩出した。